# Léon de Florisone
Léon Marie Charles Jacques François Xavier de Florisone (Ieper, 4 september 1827 - Brielen, 3 mei 1880) was een Belgisch volksvertegenwoordiger.

## Levensloop
Jonkheer de Florisone was een zoon van volksvertegenwoordiger Auguste de Florisone en van Elisabeth Mazeman de Couthove. Hij bleef vrijgezel. 
In 1859 werd hij verkozen tot liberaal volksvertegenwoordiger voor het arrondissement Ieper en vervulde dit mandaat tot in 1868.
Hij was ook gemeenteraadslid van Brielen.